# Proceratophrys avelinoi
Proceratophrys avelinoi là một loài ếch thuộc họ Leptodactylidae.
Loài này có ở Argentina, Brasil, và có thể cả Paraguay.
Môi trường sống tự nhiên của chúng là rừng ẩm vùng đất thấp nhiệt đới hoặc cận nhiệt đới, sông ngòi, sông có nước theo mùa, vùng đồng cỏ, và rừng trước đây suy thoái nghiêm trọng.
Chúng hiện đang bị đe dọa vì mất môi trường sống.